# Viña Delmar

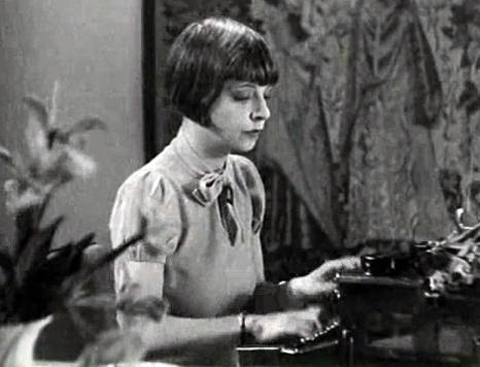
Viña Delmar (1934)

Viña Delmar (* 29. Januar 1903 in New York City als Alvina Croter; † 19. Januar 1990 in  Los Angeles) war eine US-amerikanische Schriftstellerin und Drehbuchautorin.
Viña Delmar feierte ihren Durchbruch 1928 mit dem riskanten Roman Bad Girl, der zu den erfolgreichsten Büchern des Jahres in den USA und auch drei Jahre später verfilmt wurde. In den 1930er- und 1940er-Jahren arbeitete sie als Drehbuchautorin in Hollywood. Sie wurde 1938 für Die schreckliche Wahrheit in der Kategorie Bestes adaptiertes Drehbuch für einen Oscar nominiert.
Sie war mit Eugene Delmar verheiratet. Ihr Sohn, der Regisseur Gray Delmar, starb 1966 bei einem Autounfall.

## Filmografie
- 1929: Dance Hall
- 1930: Playing Around
- 1930: A Soldier’s Plaything
- 1931: Bad Girl
- 1932: Marido y mujer
- 1932: Uptown New York
- 1933: The Woman Accused
- 1933: Flucht vor dem Gestern (Pick-up)
- 1933: Chance at Heaven
- 1934: Sadie McKee
- 1935: Liebe im Handumdrehen (Hands Across the Table)
- 1935: Bad Boy
- 1936: King of Burlesque
- 1937: Kein Platz für Eltern (Make Way for Tomorrow)
- 1937: Die schreckliche Wahrheit (The Awful Truth)
- 1938: Letter of Introduction
- 1940: Manhattan Heartbeat
- 1942: The Great Man’s Lady
- 1947: Cynthia
- 1950: Starlight Theatre (1 Folge)
- 1954: About Mrs. Leslie
- 1955/1956: Lux Video Theatre (2 Folgen)
- 1956: Matinee Theatre (1 Folge)